# Помароло (Тренто)
Помароло (итал. Pomarolo) је насеље у Италији у округу Тренто, региону Трентино-Јужни Тирол.
Према процени из 2011. у насељу је живело 2004 становника. Насеље се налази на надморској висини од 211 м.

## Становништво
Према резултатима пописа становништва 2011. у општини је живело 2.355 становника.
| 1931. | 1936. | 1951. | 1961. | 1971. | 1981. | 1991. | 2001. | 2011. |
| ----- | ----- | ----- | ----- | ----- | ----- | ----- | ----- | ----- |
| 1.332 | 1.203 | 1.360 | 1.293 | 1.290 | 1.647 | 2.010 | 2.125 | 2.355 |